# أندري مارينا
أندري مارينا (بالرومانية: Andrei Marina)‏ (21 فبراير 1990 بمولدوفا - ) هو لاعب كرة قدم مولدوفي في مركز الوسط. لعب مع زمبرو تشيسيناو ونادي زاريا بالتي وFC Academia Chișinău ‏ وFC Speranța Crihana Veche ‏.

## وصلات خارجية
- أندري مارينا على موقع قاعدة بيانات كرة القدم.إي يو (الإنجليزية)